# Nectria humilis
Nectria humilis is een zeester uit de familie Goniasteridae. De wetenschappelijke naam van de soort werd in 1986 gepubliceerd door Zeidler & Rowe.